# Casanova Lonati
Casanova Lonati ist eine Gemeinde (comune) mit 463 Einwohnern (Stand 31. Dezember 2023) in der südwestlichen Lombardei im Norden Italiens. Die Gemeinde liegt etwa elf Kilometer südsüdöstlich von Pavia in der Oltrepò Pavese am Scuropasso.

## Geschichte
Erstmals urkundlich nachgewiesen ist die Existenz des Ortes 1250 als Ortschaft im Lehen der Familie Lonati.